# Завод MTBE в Умм-Саїді
Завод MTBE в Умм-Саїді — підприємство у Катарі, котре здійснює випуск високооктанової паливної присадки — метилтретинного бутилового етеру (MTBE).
У 1999 році компанія Qatar Fuel Additives Co. (QAFAC) запустила в Умм-Саїді (за три десятки кілометрів на південь від столиці країни Дохи) завод з виробництва MTBE. Вихідною сировиною для нього виступає бутан, котрий в подальшому ізомеризують у ізобутан. Останній подається на установку дегідрогенізації, здатну продукувати 390 тисяч тонн ізобутилену на рік. Реакцією з метанолом ізобутилен перетворюють на цільовий продукт, потужність майданчика по якому становить 610 тисяч тонн на рік.
Бутан для роботи заводу постачає Qatar Petroleum, тоді як метанол продукує власний завод QAFAC.